# Nikolaï Astrup
Pour les articles homonymes, voir Astrup.
Nikolai Astrup (1880-1928) est un des peintres norvégiens les plus réputés du début du XXe siècle. 
Astrup faisait partie du mouvement néoromantique. Plusieurs de ses peintures sont considérées comme étant d'influences naïves et expressionnistes. Ses œuvres, caractérisées par des couleurs vives et claires, représentent les scènes et les paysages des environs de Jølster où il vivait. De son vivant, l'artiste vendait ses œuvres comme moyen de subsistance.
Astrup étudia l'Art chez Harriet Backer entre 1899 et 1901, puis auprès de Christian Krohg à Paris en 1902. En plus de la peinture, l'artiste est renommé pour ses gravures sur bois.

## Biographie

### Enfance et jeunesse

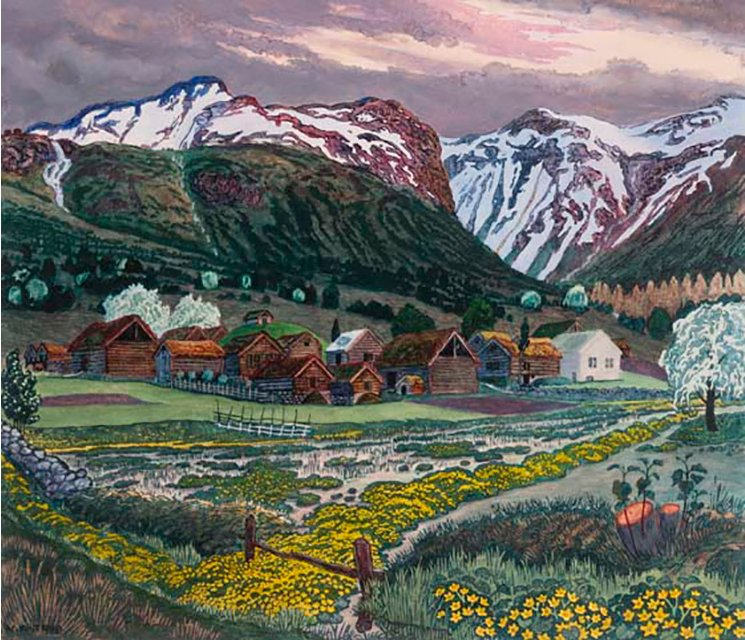
Soleienatt de Nikolai Astrup

Nikolaï Astrup est le fils d'un pasteur, Christian Astrup, et de Petra Mørch Lodtz. Il naquit au presbytère de Kalvåg à Bremanger. Mais lorsqu'il avait trois ans, la famille emménagea au presbytère d'Ålhus (en) à Jølster, il devint lui-même prêtre de la paroisse.
Son père dévot avait instauré une ascèse en matière de chauffage de la maison et ce serait de ce fait que Nikolaï développa de l'asthme (il mourut d'une pneumonie). Cela eut comme conséquence sur son art que, respirant plus facilement la nuit, il développa une préférence pour la peinture nocturne.
Il étudia à la Kathedralskole de Trondheim et fut diplômé en 1897, à dix-sept ans. De retour à Jølster, il travailla comme professeur de ses jeunes cousins. C'est à cette époque qu'il commença à peindre.
Astrup choisit sa voie malgré l'opposition de son père qui considérait que son fils devait étudier la théologie et devait devenir prêtre comme lui. En 1899, il voyagea à Kristiania pour devenir élève à l'École de peinture de Kristiania (teikneskolen der). Pendant les vacances, il retournait à Jølster et s'inspirait des paysages locaux.
En 1901, il commença à exposer à l'Exposition printanière de l'Association des Arts de Kristiania (Kristiania Kunstforenings Vårutstilling), avec les œuvres peintes au presbytère de Jølster. La même année, il valida son diplôme à l'école de Harriet Backer puis il se lança dans un voyage d'étude à travers l'Europe. D'abord à Lübeck, Hambourg, Dresde, puis Berlin et Munich avant de s'installer à Paris où il fut l'élève de Christian Krohg. Il y rencontra d'autres artistes tels que Henri Rousseau, Maurice Denis, Paul Gauguin et le Japonais Hokusai. Il se rendit plus tard à Londres, ainsi qu'en Italie et jusqu'en Algérie, chez différents artistes.

### Retours à Jølster
À partir de 1902, Astrup s'installa à Jølster au milieu des paysages qui l'inspirèrent tout au long de sa vie. Pour exemple l'œuvre Jour de funérailles à Jølster (antérieure à 1908).  
En rentrant de Paris, Nikolaï Astrup habita quelque temps au presbytère d'Ålhus. La mésentente avec son père continua. Celui-ci l'empêcha d'acheter le vieux presbytère à Ålhus où il souhaitait s'installer. Il se maria avec Engel Sunde alors âgée de 15 ans en 1907. L'artiste installa son atelier dans une petite maison sur la rive sud du Jølstravatn. En 1911 naquit leur fille Kari. La famille ħabita au presbytère avec ses parents jusqu'en 1912 où Astrup, son épouse et sa fille emménagèrent dans ce qui est aujourd'ħui la « maison Astrup » (Astruptunet).
Astrup lança sa première exposition indépendante en mai 1905 à Kristiania. Son travail devint vite apprécié, au point que « Stabbur i Jølster » fut achetée par la Galerie nationale (Nasjonalgalleriet). L'année suivante, le peintre participa à l'Exposition des arts norvégiens (« Norsk Kunstutstilling ») à Charlottenborg à Copenhague sur demande d'Erik Werenskiold.

### Mort
Il était asthmatique et mourut d'une pneumonie à l'âge de 47 ans à Førde en 1928.

## Héritage
Astrup enseigna à différents peintres à Sandastrand, parmi lesquels Toralv Flatjord, Elias Eide, Malfinn Berquam et Johan Indrekvam, qui furent plus tard appelés les « élèves d'Astrup ». 
L'artiste était aussi une source d'inspiration et un ami personnel de Benrt Tunold. 
Astruptunet, la vieille ferme de Nikolaï Astrup est aujourd’hui un musée. Astrup acheta les lieux en 1912 et y construisit son atelier.

## Liens externes

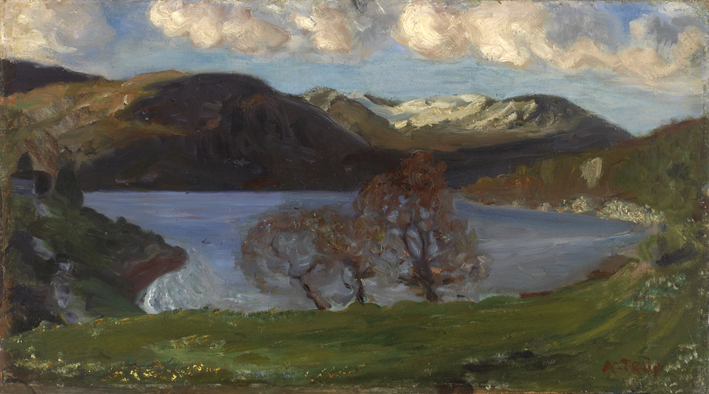
Soir de printemps sur le Jølstervatn

### Sources
1. ↑  Apollo, the international art magazine : "Nikolaï Astrup shines outside Norway", par Mathilda Bathurst, 16 mai 2016
2. ↑  Love London, love culture : Nikolaï Astrup, painting Norway at Dulwich Picture Gallery, 9 déc. 2015

- NRK om Nikolai Astrup
- http://web.archive.org/web/20220117073424/https://nikolai-astrup.no
- Bokmålswikipedia
- Nikolai Astrup (en)